# Joseph Sargent
Joseph Sargent (nascido Giuseppe Danielle Sorgente, em Jersey City, 22 de julho de 1925 - 22 de dezembro de 2014) foi um diretor de cinema norte-americano. Ele já dirigiu muitos filmes de televisão, mas as suas obras mais conhecidas de longa-metragem são, provavelmente, White Lightning, MacArthur, Nightmares e Tubarão IV - A Vingança, seu filme mais popular é The Taking of Pelham One Two Three. Ele ganhou quatro prêmios Emmy e é o pai da dubladora Lia Sargent.
Giuseppe Danielle Sorgente nasceu em Jersey City, Nova Jérsei, filho de Maria (née Noviello) e Domenico Sorgente.
Em 1987, dirigiu Tubarão IV - A Vingança, a terceira sequência do clássico 1975, de Steven Spielberg. O filme recebeu muitas críticas negativas. Roger Ebert particularmente chamou a direção de "incompetente", e ele foi nomeado como "Pior Diretor" no Framboesa de Ouro de 1987.

## Filmografia
| Ano  | Título                                         | Diretor | Produtor |
| ---- | ---------------------------------------------- | ------- | -------- |
| 1959 | Street-Fighter                                 |         |          |
| 1968 | The Hell with Heroes                           | Estrela |          |
| 1968 | The Sunshine Patriot                           | Estrela |          |
| 1970 | Colossus: The Forbin Project                   | Estrela |          |
| 1970 | Tribes                                         | Estrela |          |
| 1972 | Maybe I'll Come Home in the Spring             | Estrela | Estrela  |
| 1972 | The Man                                        | Estrela |          |
| 1973 | Sunshine                                       | Estrela |          |
| 1973 | The Marcus-Nelson Murders                      | Estrela |          |
| 1973 | White Lightning                                | Estrela |          |
| 1974 | The Taking of Pelham One Two Three             | Estrela |          |
| 1975 | Friendly Persuasion                            | Estrela | Estrela  |
| 1975 | The Night That Panicked America                | Estrela | Estrela  |
| 1975 | Hustling                                       | Estrela |          |
| 1977 | MacArthur                                      | Estrela |          |
| 1979 | Goldengirl                                     | Estrela |          |
| 1980 | Coast to Coast                                 | Estrela |          |
| 1980 | Amber Waves                                    | Estrela |          |
| 1981 | Freedom                                        | Estrela |          |
| 1981 | Manions of America                             | Estrela |          |
| 1983 | Nightmares                                     | Estrela |          |
| 1983 | Memorial Day                                   | Estrela |          |
| 1983 | Choices of the Heart                           | Estrela | Estrela  |
| 1984 | Terrible Joe Moran                             | Estrela |          |
| 1985 | Love Is Never Silent                           | Estrela |          |
| 1985 | Space                                          | Estrela |          |
| 1986 | There Must Be a Pony                           | Estrela | Estrela  |
| 1987 | Jaws: The Revenge                              | Estrela | Estrela  |
| 1989 | The Karen Carpenter Story                      | Estrela |          |
| 1989 | Day One                                        | Estrela |          |
| 1990 | The Incident                                   | Estrela |          |
| 1990 | Caroline?                                      | Estrela |          |
| 1990 | Ivory Hunters                                  | Estrela |          |
| 1991 | Never Forget                                   | Estrela |          |
| 1992 | Miss Rose White                                | Estrela |          |
| 1992 | Somebody's Daughter                            | Estrela | Estrela  |
| 1993 | Skylark                                        | Estrela | Estrela  |
| 1993 | Abraham                                        | Estrela |          |
| 1994 | World War II: When Lions Roared                | Estrela |          |
| 1995 | My Antonia                                     | Estrela |          |
| 1995 | Streets of Laredo                              | Estrela |          |
| 1997 | Miss Evers' Boys                               | Estrela |          |
| 1997 | Mandela and de Klerk                           | Estrela |          |
| 1998 | The Long Island Incident                       | Estrela | Estrela  |
| 1998 | Crime and Punishment                           | Estrela | Estrela  |
| 1998 | The Wall                                       | Estrela | Estrela  |
| 1999 | A Lesson Before Dying                          | Estrela |          |
| 2000 | For Love or Country: The Arturo Sandoval Story | Estrela |          |
| 2001 | Bojangles                                      | Estrela |          |
| 2003 | Salem Witch Trials                             | Estrela |          |
| 2003 | Out of the Ashes                               | Estrela |          |
| 2004 | Something the Lord Made                        | Estrela |          |
| 2005 | Warm Springs                                   | Estrela |          |
| 2007 | Sybil                                          | Estrela |          |
| 2008 | Sweet Nothing in My Ear                        | Estrela |          |

One Spy Too Many Reedição de umepisódio de duas partes de The Man from U.N.C.L.E., Alexander the Greater Affair , com tomadas e diálogos diferentes.
The Spy in the Green Hat Reedição de umepisódio de duas partes de The Man from U.N.C.L.E., The Concrete Overcoat Affair , com novas cenas adicionadas.